# Norralatunneln
Norralatunneln är en järnvägstunnel mellan Söderhamn och Enånger och utgör en del av Ostkustbanan.  
Den är 3 850 m lång, enkelspårig och öppnades för trafik 1999.
Den ansågs tills 2009 vara Sveriges längsta järnvägstunnel, åtminstone på dåvarande Banverkets eget nät. Längre var redan 1999 Arlandabanans tunnel (5,08 km) som ägs av ett privat företag. År 2009 öppnades den längre Namntalltunneln (6,0 km).
Det finns portar innanför tunnelmynningarna, som hålls stängda vintertid när tåg inte passerar, detta för att undvika att inträngande vatten fryser.
Tunnelns norra ände finns vid 61°23′41″N 16°59′38″Ö / 61.3947°N 16.9939°Ö och dess södra ände vid 61°21′43″N 17°00′54″Ö / 61.3619°N 17.0149°Ö.
Överskottsmaterialet från Norralatunneln användes bland annat till att skapa Alirs Öga i Söderhamn, Sveriges största landskapskonstverk.